# Illa de León

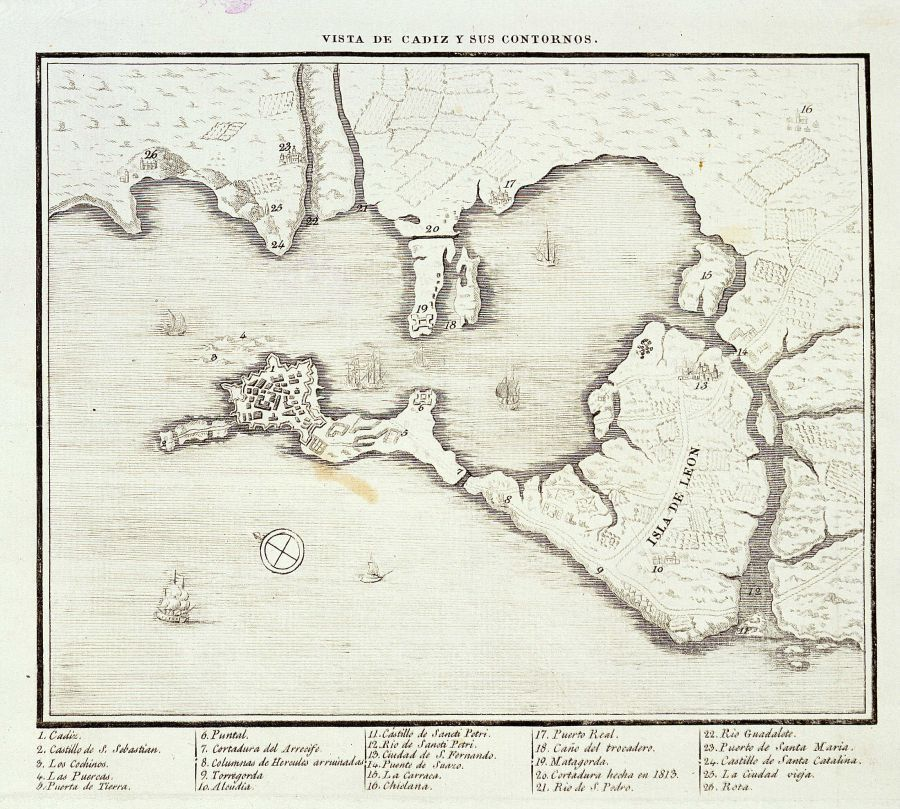
La Isla de León, totalment separada del continent, segons una representació cartogràfica del, incorpora la ciutat de San Fernando i l'istme i la ciutat de Cadis.

L'Illa de León és una de les illes que formen la badia de Cadis, accident geogràfic situat en la costa atlàntica andalusa. Aquesta illa comprèn la porció de terra situada entre la ciutat de Cadis i la península Ibèrica, pertanyent íntegrament al municipi de San Fernando (Cadis), el nucli urbà de la qual s'assenta sobre l'illa.
La Isla de León està separada de la resta de la península Ibèrica (és a dir, dels municipis de Chiclana de la Frontera i de Puerto Real) pel caño de Sancti Petri, braç de mar que s'estén des de les aigües de la badia (al nord) fins a l'oceà Atlàntic (al sud). Per la seva banda, l'illa està separada del terme municipal de Cadis pel petit "caño" conegut com a riu Arillo, entre la badia i la costa atlàntica. Les comunicacions terrestres amb l'Illa de León s'han desenvolupat, al llarg de la història, a través del pont Zuazo i els seus predecessors.

## Geografia

### Comunicacions
En l'actualitat hi ha quatre ponts que uneixen l'Illa amb la península: el del ferrocarril, el pont de la Carraca, l'autovia del Sud (A-4, I5) i el pont Zuazo (CA-33); els dos primers són paral·lels i els dos últims separats per escassos metres. El pont Zuazo va ser destruït durant el setge francès. El pont original era romà i servia de pas del caño a la calçada romana que comunicava Cadis amb Roma. Aquesta antiga calçada encara és visible en alguns punts entre San Fernando i Puerto Real (en paral·lel a l'actual recorregut de la Nacional IV en la seva vorera dreta direcció a Madrid).

## Història
La població de La Isla es remunta a l'època de colonització fenícia, poble que s'hi va assentar al voltant de l'any 1100 aC. Posteriorment, els cartaginesos van substituir als fenicis en el seu control. Els romans van conèixer l'Isla de León com Antípolis. La zona va viure una època de crisi en l'edat mitjana, especialment amb la dominació visigoda.
Fins a 1335 es va denominar Isla de Puente, data en la qual s'integra al terme municipal de Cadis. En 1766 s'independitza de Cadis. Des del s. VIII fins al s. XV es va denominar El Lugar del Puente, des de 1493 o 1511 fins a 1729 es va denominar La Isla de León.
Des de 1729 fins a 1813 es va denominar Villa de la Real Isla de León. Per això, el jurament de les Corts de l'any 1810 es denomina de les Corts de la Real Isla de León. La denominació d'Isla de León és anterior a 1729. Aquest és el motiu que no pugui associar-se el terme Isla de León a les Corts de 1810, sinó les Corts de la Real Isla de León de 1810, ja que així es denominava aquesta ciutat quan van succeir els esdeveniments de 1810.
En plena guerra del francès, la Junta Suprema Central es va reunir per última vegada a la ciutat de Cadis, considerada com la ciutat més liberal de l'època, ja que no estava lliure de l'ocupació francesa, per començar a redactar al marge del regnat de Josep I (germà de Napoleó) la primera Constitució espanyola l'any 1810. El 1812 va ser l'any de la seva proclamació portant el malnom de "La Pepa".
En acabar el setge, en els dies previs al seu trasllat a Madrid, les Corts es van reunir per última vegada a l'església Conventual El Carmen de l'Isla de León i van acordar concedir el títol de ciutat i el nom de San Fernando, en record del rei Ferran VII, a la llavors Villa de la Real Isla de León en atenció als seus actes de valor i lleialtat durant el setge del mariscal Víctor al capdavant de l'exèrcit francès.

## Gentilici
Popularment, a la comarca i voltants se simplifica encara més aquesta denominació per referir-se a San Fernando com La Isla, sent el seu gentilici oficial el d'isleño, encara que és més habitual l'apel·latiu canaílla. La canaílla és un mol·lusc molt característic dels caños i aiguamolls, de gran popularitat gastronòmica a la zona.